# Károlyháza
Károlyháza là một thị trấn thuộc hạt Győr-Moson-Sopron, Hungary. Thị trấn này có diện tích 11,25 km², dân số năm 2010 là 679 người, mật độ 60 người/km².